# 只野工業高中的日常
《只野工業高中的日常》是小賀千里繪畫的校園喜劇漫畫系列，於2019年7月19日開始連載於《Ultra Jump》。本作日版第一卷書籍化由集英社於2020年1月17日出版，中文版則由東立出版社代理。

## 劇情
故事發生在雪鄉的一所全男技工高中的日常生活，學校有378名學生，而其中有333名是男性，其餘為女性。儘管男學生們有著美國佬的外表，他們對於上課的態度還是出奇地認真。

## 登場人物

### 主要人物
赤崎
本作主角。只野工業高中電機科二年級的學生，雖然一頭金髮卻已經考取許多國家證照。

## 出版書籍
作者小賀千里最初於2017年9月24日在Twitter平台上發布網絡漫畫。後來於2018年12月19日在《Ultra Jump》刊登，並從2019年7月19日開始正式連載。至2024年2月為止，目前已連載10卷。

### 漫畫
| 卷數 | 集英社         | 集英社                 | 東立出版社    | 東立出版社             |
| 卷數 | 發售日期       | ISBN                   | 發售日期      | ISBN                   |
| ---- | -------------- | ---------------------- | ------------- | ---------------------- |
| 1    | 2020年1月17日  | ISBN 978-4-088-91475-6 | 2021年1月7日  | ISBN 978-9-572-65854-3 |
| 2    | 2020年8月19日  | ISBN 978-4-088-91628-6 | 2023年1月10日 | ISBN 978-9-572-65855-0 |
| 3    | 2020年11月19日 | ISBN 978-4-088-91749-8 |               |                        |
| 4    | 2021年6月18日  | ISBN 978-4-088-91874-7 |               |                        |
| 5    | 2021年10月19日 | ISBN 978-4-088-92128-0 |               |                        |
| 6    | 2022年4月19日  | ISBN 978-4-088-92254-6 |               |                        |
| 7    | 2022年9月16日  | ISBN 978-4-088-92444-1 |               |                        |
| 8    | 2023年4月18日  | ISBN 978-4-088-92669-8 |               |                        |
| 9    | 2023年10月19日 | ISBN 978-4-088-92831-9 |               |                        |
| 10   | 2024年2月19日  | ISBN 978-4-088-93129-6 |               |                        |
| 11   | 2024年7月18日  | ISBN 978-4-088-93310-8 |               |                        |

## 迴響
本作於Twitter和pixiv受到讀者喜愛。2020年，本作获得第六屆下一部人氣漫畫大賞排名第十。後來於2022年電子漫畫大賞（電子漫畫大獎）（日语：みんなが選ぶ!!電子コミック大賞2022）的活動中獲得大獎。

## 外部連結
- Ultra Jump （页面存档备份，存于） - 漫畫（日語）
- 少年Jump+ （页面存档备份，存于） - 漫畫（日語）